# Ödön Tersztyánszky
Dans le nom hongrois Tersztyánszky Ödön, le nom de famille précède le prénom, mais cet article utilise l’ordre habituel en français Ödön Tersztyánszky, où le prénom précède le nom.
Ödön Tersztyánszky (né le 6 mars 1890, mort le 21 juin 1929) est un escrimeur hongrois, champion olympique.
En 1928, il remporta le titre de champion olympique au sabre, après barrage disputé contre Petschauer. Il est membre de l'équipe nationale de sabre classée seconde en 1924, et en 1928, quand celle-ci remporte le titre olympique. Il ne put se réjouir que pendant 10 mois de sa médaille olympique. Le 21 juin 1929, effectuant son service militaire dans la région de Budapest, il est victime d'un accident de motocyclette.